# 陳觀 (成化進士)
陳觀（1442年—？），字尚賓，直隸順德府廣宗縣人，軍籍。明朝政治人物。進士出身。

## 生平
順天府鄉試第六十四名。成化八年（1472年）壬辰科會試第一百六十二名，殿試登進士第三甲第五十二名。

## 家族
曾祖父陳友忠。祖父陳良勝。父亲陳瑛，曾任知縣。